# (3179) Beruti
(3179) Beruti es un asteroide perteneciente al cinturón de asteroides, descubierto el 31 de marzo de 1962 por el equipo del Observatorio Astronómico de La Plata desde el Observatorio Astronómico de La Plata, La Plata, Argentina.

## Designación y nombre
Designado provisionalmente como 1962 FA. Fue nombrado Beruti en honor al compositor argentino Arturo Berutti.